# Milíkovice (Radošovice)
Milíkovice jsou malá vesnice, část obce Radošovice v okrese Strakonice v Jihočeském kraji. Nachází se asi tři kilometry jihovýchodně od Radošovic; protéká jí Svaryšovský potok. Je zde evidováno 19 adres. V roce 2011 zde trvale žilo 33 obyvatel.
Milíkovice jsou také název katastrálního území o rozloze 2,5 km². V katastrálním území Milíkovice leží i Jedraž.

## Historie
První písemná zmínka o vesnici pochází z roku 1360.

## Obyvatelstvo
| Rok            | 1869 | 1880 | 1890 | 1900 | 1910 | 1921 | 1930 | 1950 | 1961 | 1970 | 1980 | 1991 | 2001 | 2011 | 2021 |
| -------------- | ---- | ---- | ---- | ---- | ---- | ---- | ---- | ---- | ---- | ---- | ---- | ---- | ---- | ---- | ---- |
| Počet obyvatel | 98   | 108  | 124  | 124  | 112  | 110  | 94   | 68   | 61   | 52   | 45   | 32   | 29   | 33   | 24   |
| Počet domů     | 18   | 18   | 19   | 19   | 19   | 19   | 19   | 18   | 18   | 17   | 16   | 19   | 19   | 19   | 19   |

## Obecní správa
Při sčítání lidu v letech 1850–1973 Milíkovice byly osadou obce Svaryšov v okrese Strakonice. Od 1. ledna 1974 jsou částí obce Radošovice v okrese Strakonice.

## Pamětihodnosti
- Usedlost čp. 9 (kulturní památka ČR)